# Polonesos a Espanya
Els polonesos a Espanya (en polonès Polacy w Hiszpanii) són ciutadans i/o residents d'Espanya els orígens ètnics dels quals es troben totalment o parcialment a Polònia.

## Dades demogràfiques
La minoria polonesa a Espanya sumava aproximadament 69.353 segons les xifres del cens de 2014. La població polonesa és principalment treballadors convidats atrets per l'auge econòmic d'Espanya durant la dècada de 1990. La Comunitat de Madrid, Barcelona, Màlaga, Huelva i València tenen poblacions poloneses importants. La minoria polonesa a Espanya és relativament jove, el 74% té entre 20 i 49 anys.
| Any  | Polonesos |
| ---- | --------- |
| 2001 | 13.469    |
| 2006 | 45.797    |
| 2007 | 61.464    |
| 2011 | 85.862    |
| 2014 | 69.353    |

## Polonesos a la Guerra Civil Espanyola
Aproximadament 5.400 voluntaris d'origen polonès van participar en la Guerra Civil Espanyola com a part de les Brigades Internacionals.
La majoria (3.800) eren miners que treballaven a França, 300 eren polonesos americans i diversos centenars eren polonesos que vivien en diversos països europeus. Només 800 provenien de la mateixa Polònia.

## Persones notables
- Luis José Sartorius y Tapia, noble, polític i periodista
- László Kubala, antic futbolista
- Enrique Múgica Herzog, polític
- Maria Amàlia de Saxònia, reina consort d'Espanya
- Adam Karol Czartoryski, aristòcrata
- Esther Koplowitz, empresària i filantropa
- Alicia Koplowitz, empresària
- Tamara Czartoryska, esportista i model
- Adam Jezierski, actor